# Хвар
Хвар (хорв. Hvar, итал. Lesina, лат. Pharia, греч. Χβαρ) — остров в Адриатическом море, в южной части Хорватии, возле далматинского побережья, а также расположенный на нём одноимённый город. Название острова происходит от его греческого имени Фарос (Φάρος), означающего маяк.

## География

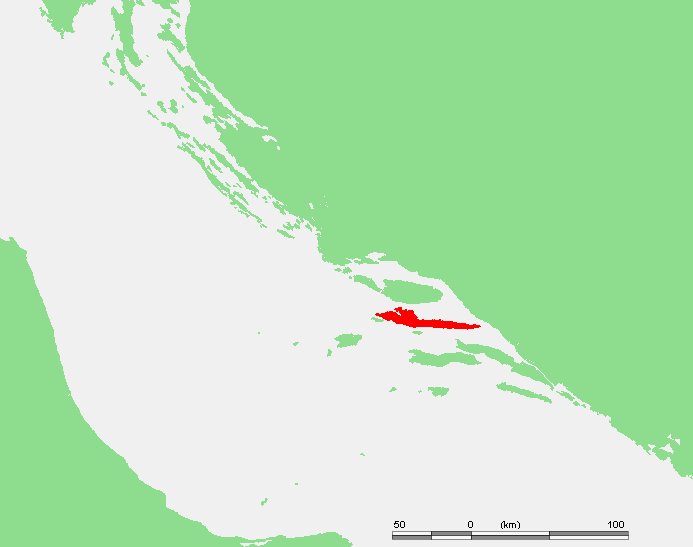
Карта острова Хвар

Площадь острова — 299,66 км², длина — 68 км, ширина — 10,5 км, длина береговой линии — 254,2 км. Население острова — 11 103 человека (2001). От соседних островов Хвар отделён морскими проливами: от о. Брач — Хварским каналом, от о. Вис — Висским каналом, от о. Корчула — Корчульским каналом и от п-ова Пельешац — Неретванским каналом. Связан регулярными паромными переправами с континентальными городами Сплит и Дрвеник, а также с островами Брач и Корчула.
Самые большие населённые пункты — города Хвар (население — 4138), Йелса (3672) и Стари-Град (2817). Город Хвар расположен в юго-западной части острова.

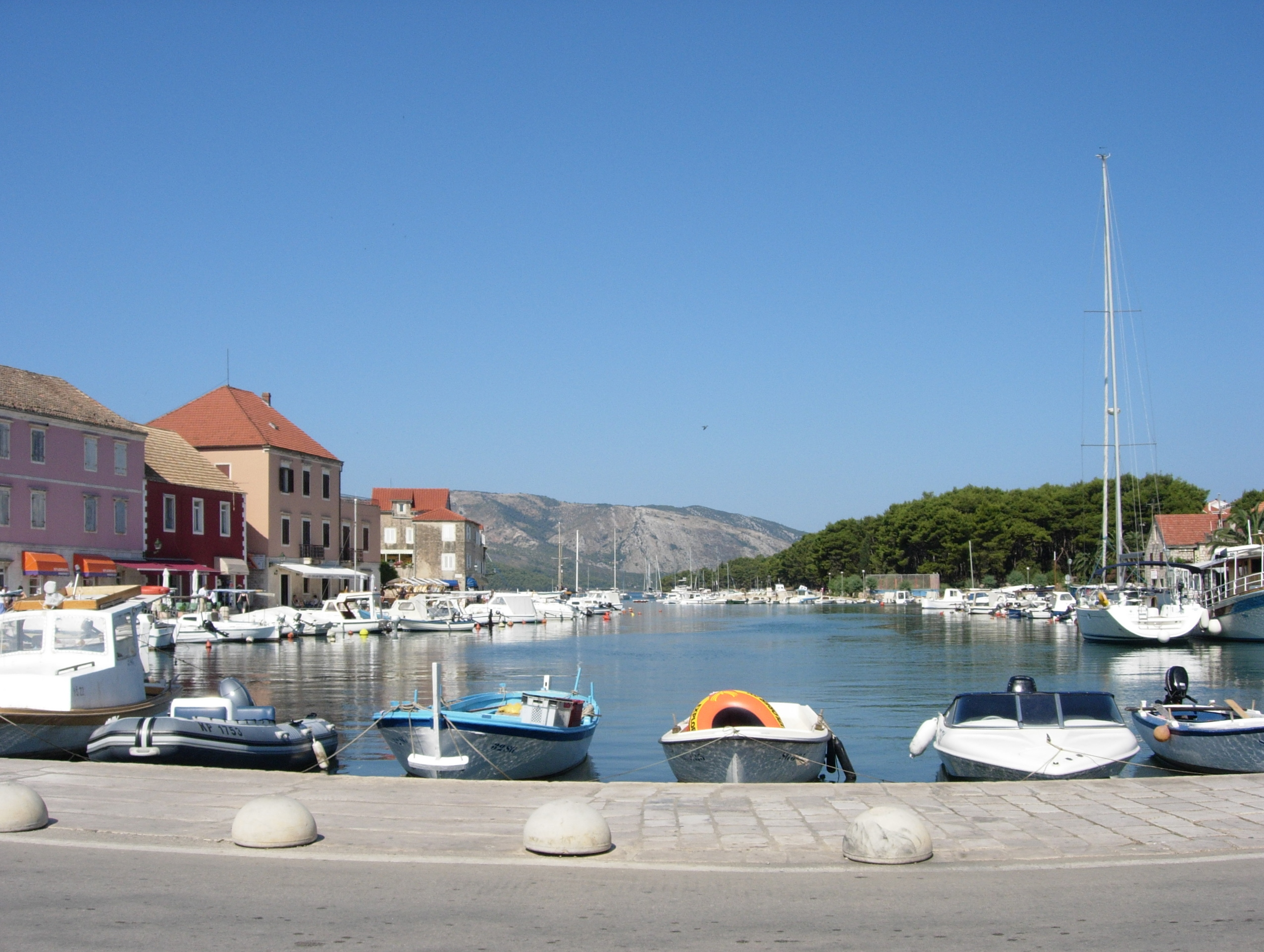
Бухта в г. Стари-Град

Остров Хвар известен как самый солнечный остров Адриатики (349 солнечных дней в году). Множество достопримечательностей, красивая природа и мягкий климат делают его привлекательным курортом. Основное занятие местного населения — туристический сервис, рыбный промысел и виноградарство. На Хваре в большом количестве выращивается лаванда, которая стала своеобразным символом острова и наиболее популярным сувениром у туристов.

## История
Остров заселен с глубочайшей древности. Находки, обнаруженные в ходе археологических раскопок в пещерах острова, особенно элементы расписных и инкрустированных гончарных изделий, породили термин «хварская культура», которая относится историками к 3—4 тысячелетиям до н. э. В эпоху медного-бронзового века носители хварской культуры были ассимилированы пришедшими с севера иллирийцами.

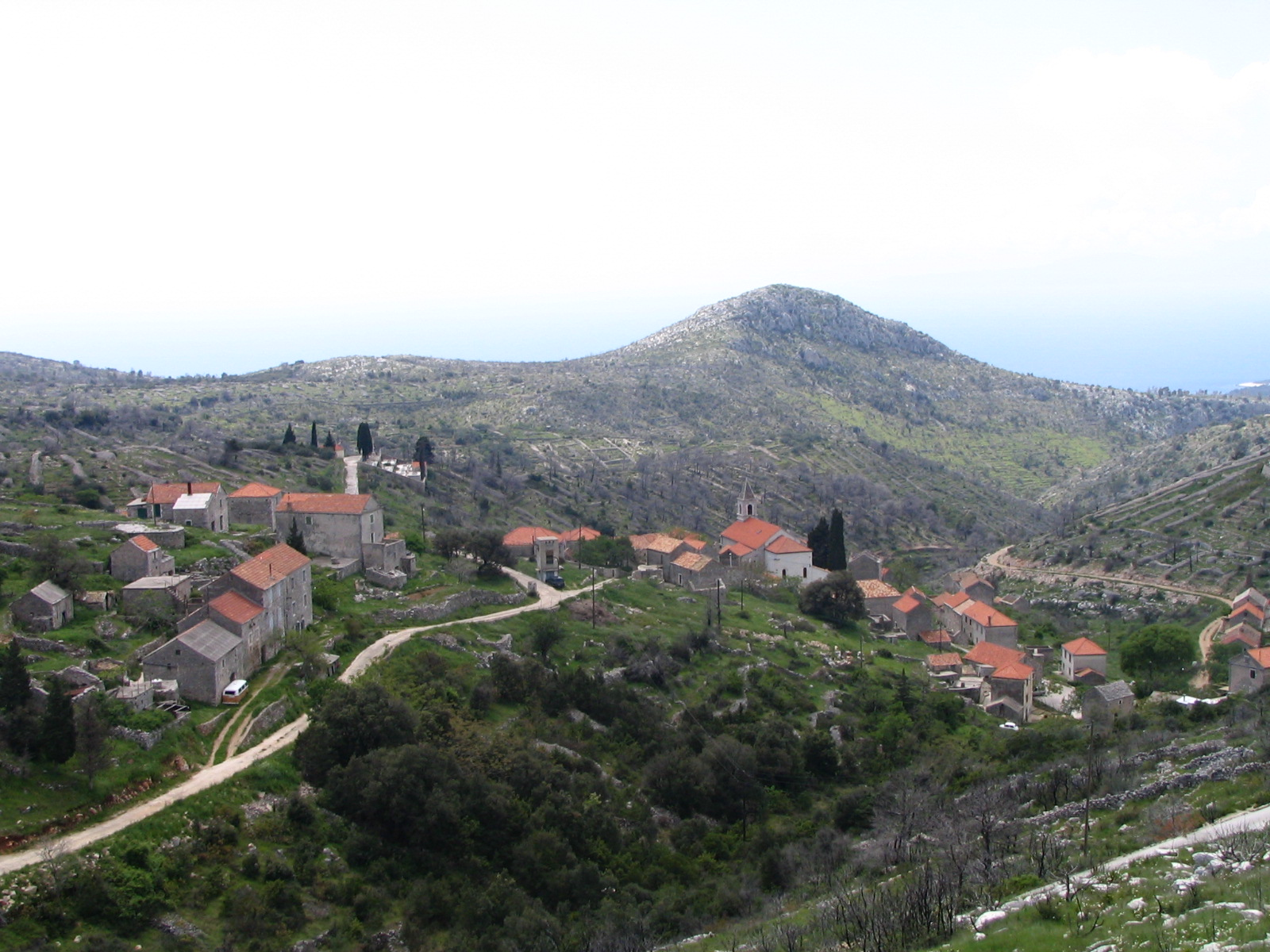
В гористой части острова

В 385 году до н. э. греками на месте нынешнего Стари-Града была основана колония Фарос, зависимая от Сиракуз. В III веке до н. э. Хвар вместе со всей Иллирией перешёл под контроль Рима. В римский период население Хвара многократно возросло, было заложено множество поселений, на месте которых сейчас располагаются города острова.
В VIII веке на остров, как и на остальное далматинское побережье, пришли славянские племена. В 1147 году Хвар был занят венецианцами. В последующие несколько столетий остров многократно переходил из рук в руки. Он принадлежал Венеции, венгерскому государству, с которым Хорватия была соединена династической унией, Дубровникской республике, пока в 1420 году окончательно не перешёл под контроль венецианцев.
В XVI веке Хвар оказался на передовой линии борьбы венецианцев и турок за господство в восточном Средиземноморье. В 1571 году остров был разорён турками, а Хвар, Стари-Град и Врбоска были почти полностью разрушены, впрочем, они очень скоро были восстановлены.
После падения Венецианской республики в 1797 году на остров пришли австрийцы. Они были выбиты с острова наполеоновскими войсками в 1806 году. В 1807 году Хвар был атакован флотом Ушакова в ходе средиземноморской экспедиции. По окончании войн в 1815 году остров вместе с далматинским побережьем снова отошёл Австрии.
В 1918—1921 годах остров оккупировали итальянцы, после первой мировой войны он стал частью Югославии. После распада последней в 1990 году остров стал частью независимой Хорватии.

## Достопримечательности

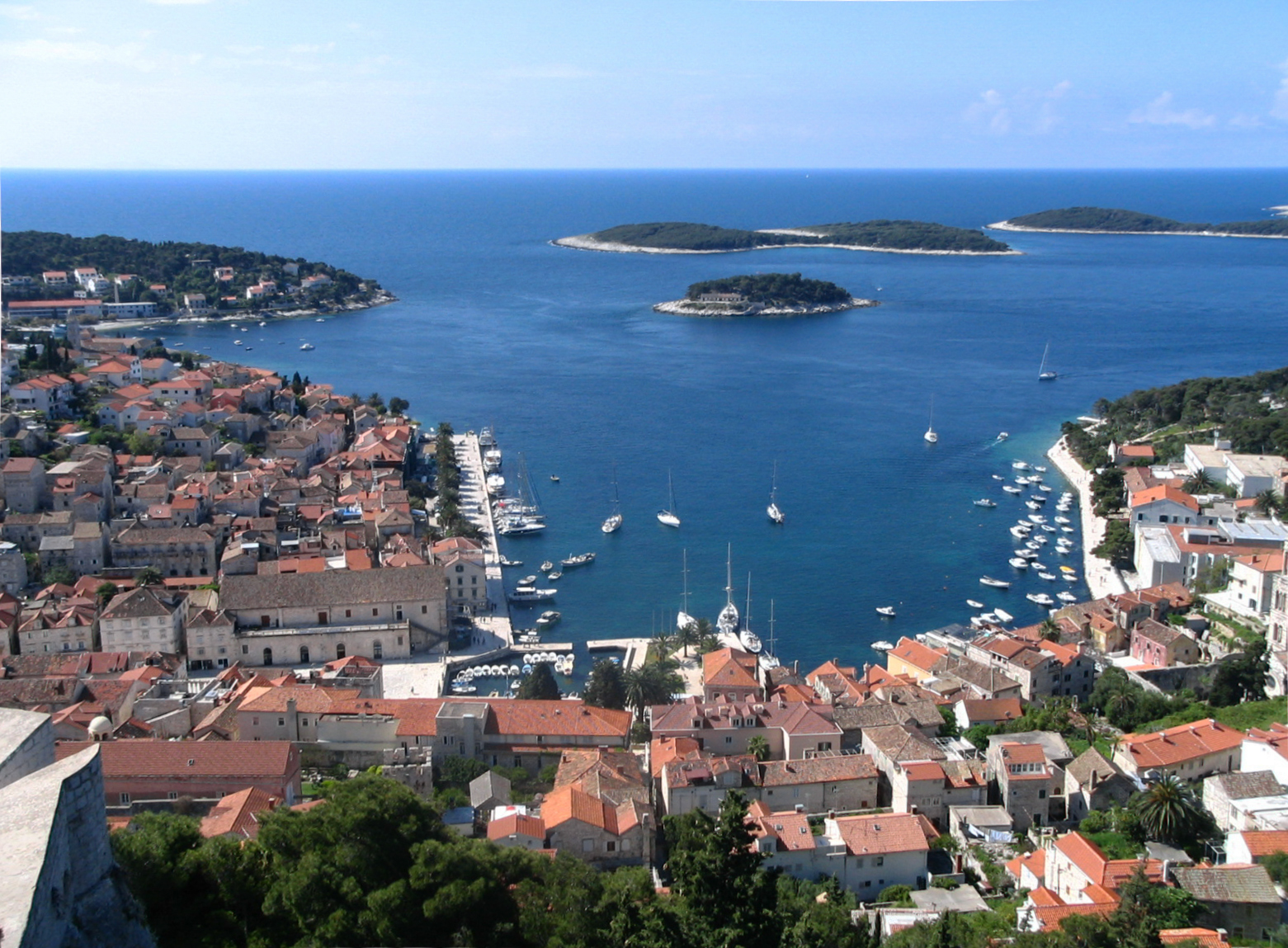
Вид из крепости на г. Хвар

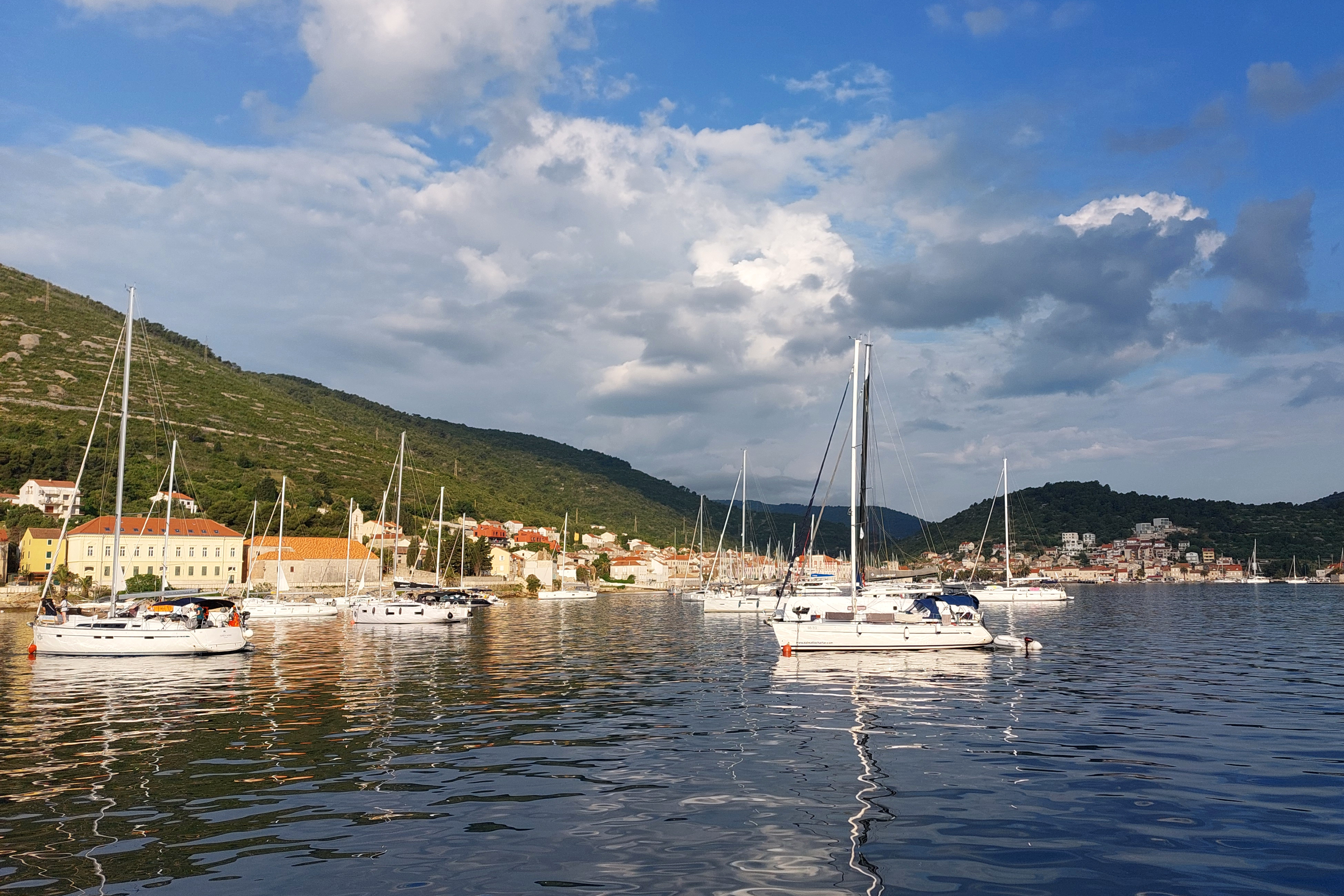
Марина Пальмижана

- Хвар — самый крупный город острова. На главной площади — Собор Святого Стефана — XVI век. Массивное здание Арсенала XVI—XVII век, на втором этаже которого в 1612 году был открыт первый в Европе общественный театр. Над городом и бухтой доминирует крепость, возведенная ещё венецианцами.
- Стари-Град. Облик города сформировался в XVI—XVII веках, но естественно включил в себя фрагменты греческой и римской истории. Церковь св. Стефана, построенная на фундаменте городских стен греческого периода. «Тврдаль» миниатюрная крепость, построенная по чертежам хорватского гуманиста Петара Гекторовича.
- Стариградское поле — долина, продолжающаяся от Стари-Града до Елсы, возделывается ещё с IV века до н. э., со времени колонизации острова греками. С 2008 года Стариградское поле входит в список объектов всемирного наследия ЮНЕСКО в Хорватии.
- Елса, Врбоска и Сучурай — небольшие живописные городки с богатой историей.